# Weißes Veilchen
Das Weiße Veilchen (Viola alba Besser) ist eine Pflanzenart aus der Gattung Veilchen (Viola) innerhalb der Familie der Veilchengewächse (Violaceae). Das Parma-Veilchen  ist die gefülltblühende Kulturform der im Mittelmeergebiet heimischen Unterart Viola alba subsp. dehnhardtii.

## Beschreibung

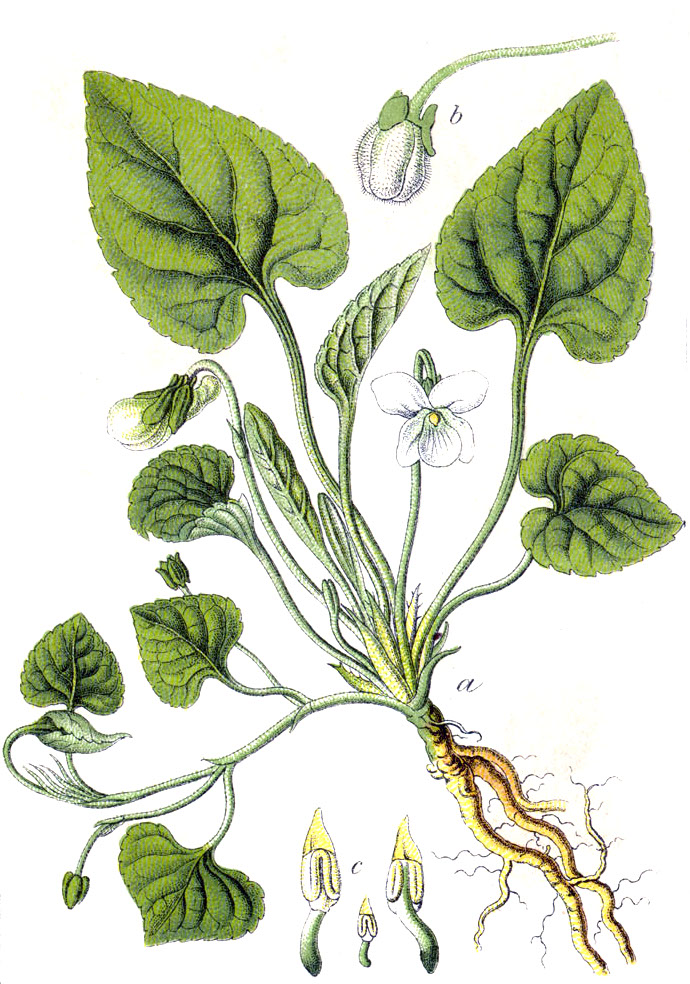
Illustration aus Sturm

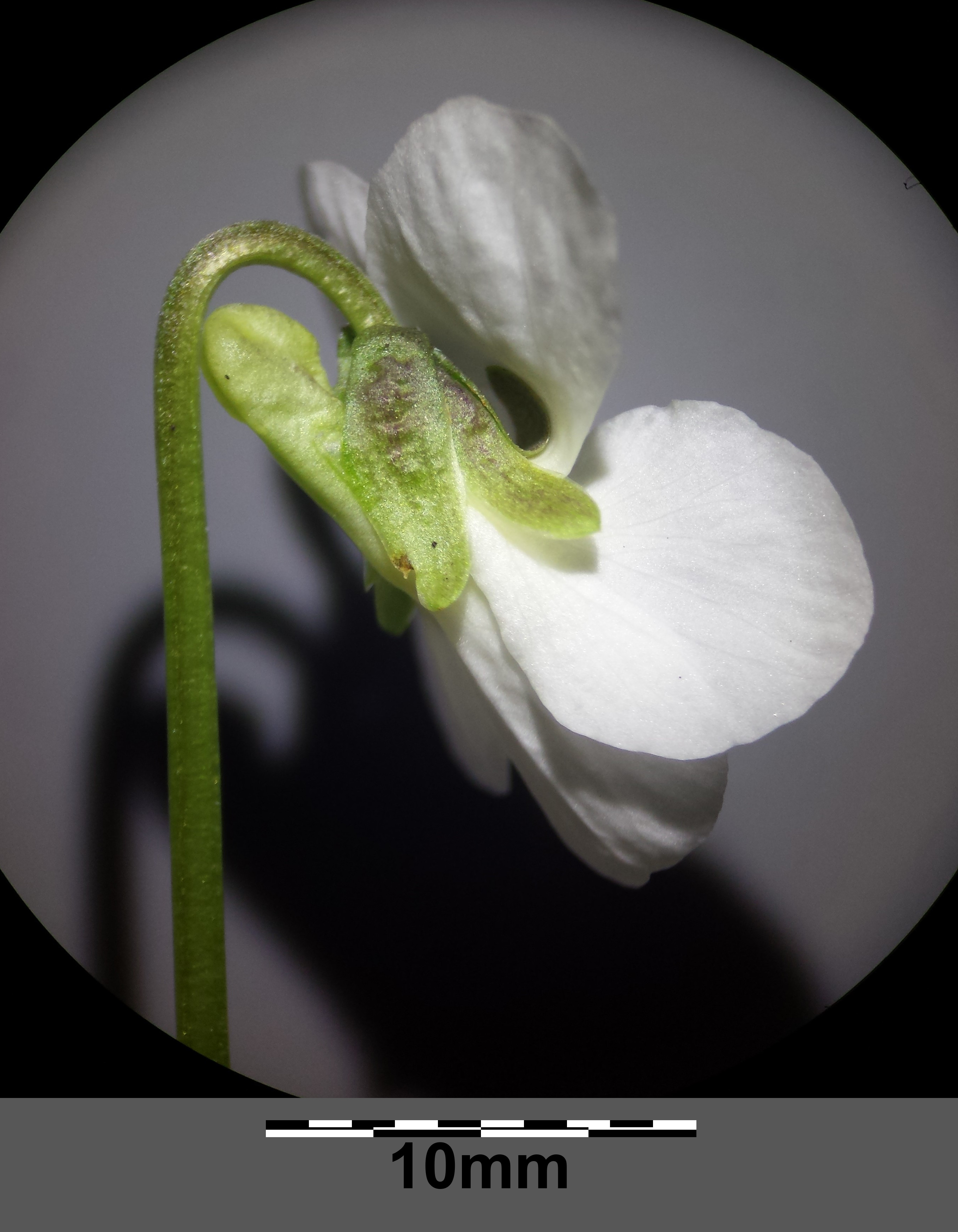
Blüte von der Rückseite mit Kelchblättern und Sporn von Viola alba subsp. alba

### Vegetative Merkmale
Das Weiße Veilchen wächst als ausdauernde krautige Pflanze. Die in Mitteleuropa vorkommende Unterart Viola alba subsp. alba des Weißen Veilchens erreicht eine Wuchshöhe von 3 bis 10 Zentimetern. Die Ausläufer wurzeln nicht, sie steigen vorne auf und blühen meist im ersten Jahr. Der Stängel ist weich behaart.
Die Laubblätter sind in Blattstiel und -spreite gegliedert. Der Blattstiel ist abstehend behaart. Die Blattspreite ist fast dreieckig-herzförmig und weich behaart. Die Nebenblätter sind bei einer Länge von 10 bis 15 Millimetern sowie einer Breite von  etwa 2 Millimetern linealisch-lanzettlich mit spitzem oberen Ende und entfernt fransig behaart.

### Generative Merkmale
Die Blütezeit reicht von März bis April. Die Blüten befinden sich einzeln in den Blattachseln. Die Blütenstiele sind 4 bis 6 Zentimeter lang und tragen in oder über der Mitte die zwei Vorblätter.
Die duftende, zwittrige Blüte ist bei einer Länge von 15 bis 20 Millimetern zygomorph und fünfzählig mit doppelter Blütenhülle. Die fünf Kronblätter sind weiß oder selten violett. Der Sporn ist 3 bis 4 Millimeter lang, weiß, gelblich- oder grünlichweiß oder violett. Die Narbe ist schnabelförmig.
Die Kapselfrucht ist kugelig und behaart. Die Samen haben ein großes Elaiosom.
Die Chromosomenzahl von Viola alba beträgt 2n = 20.

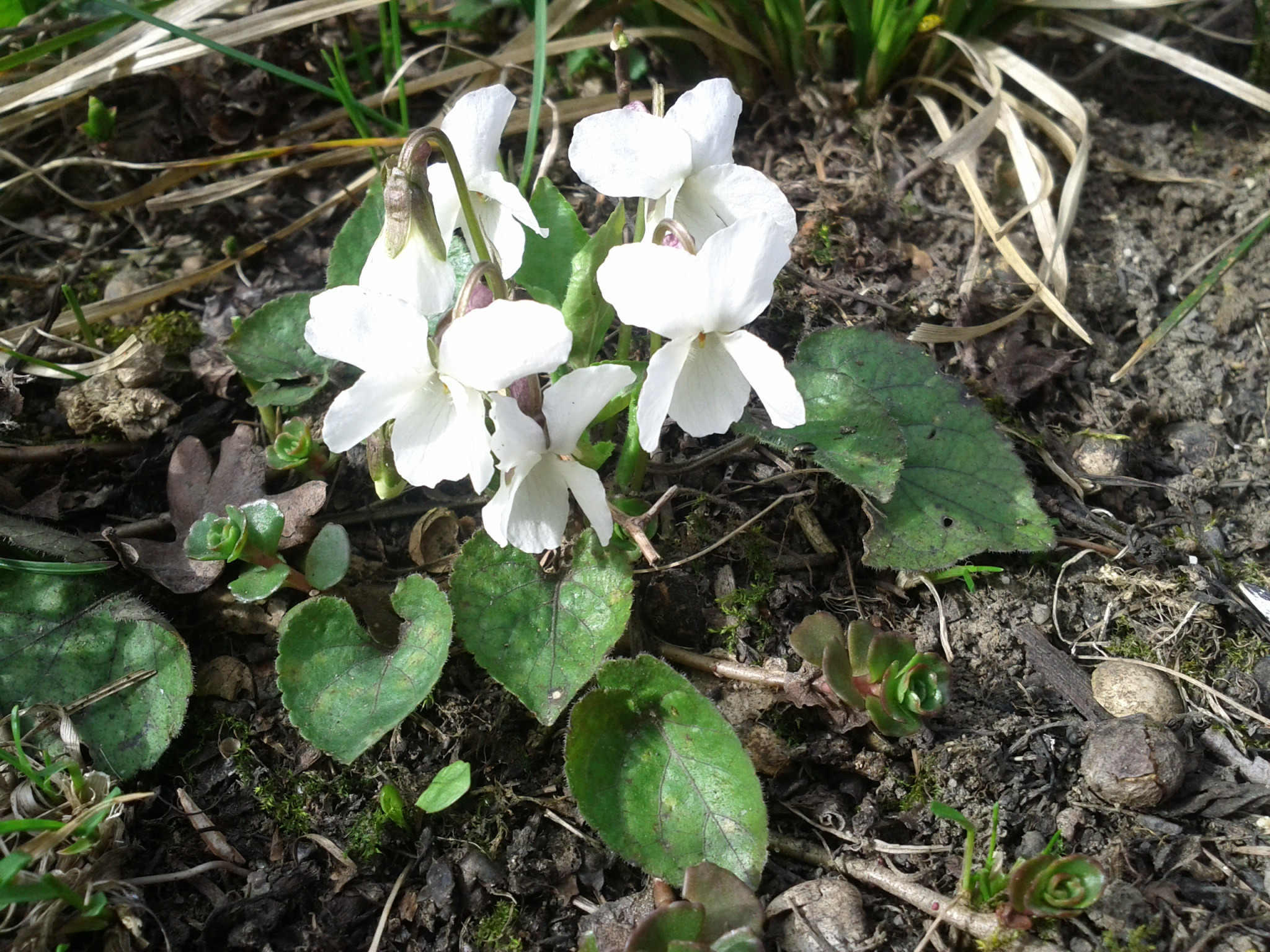
Viola alba subsp. alba

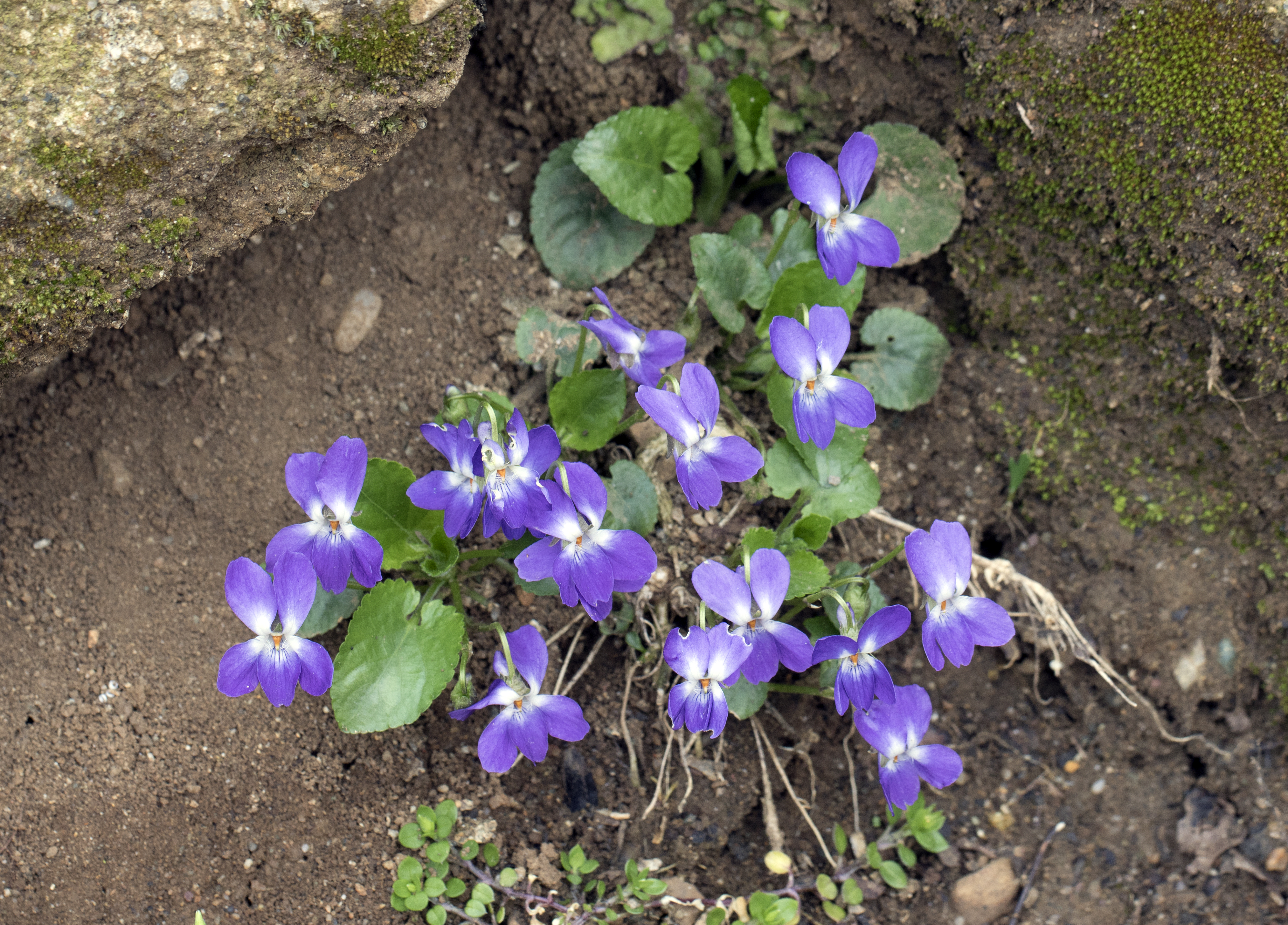
Viola alba subsp. dehnhardtii

## Vorkommen
Das allgemeine Verbreitungsgebiet des Weißen Veilchens erstreckt sich von Nordafrika bis Europa und Südwestasien. Das Hauptareal liegt im nördlichen Mittelmeerraum und erstreckt sich nach Norden ins Oberrheingebiet, und es reicht von der Balkan-Halbinsel bis nach Niederösterreich. Zwischen der südwestdeutschen und der niederösterreichischen Arealgrenze gibt es im bayerischen Alpenvorland nur einzelne Wuchsorte. Ein völlig isoliertes Einzelvorkommen existiert in Öland bei 63° n. Br. Ausgedehnte Teilareale liegen in Nordafrika, in Transkaukasien und in der südlichen Türkei.
Das Weiße Veilchen braucht kalkhaltigen Lehmboden in warmen, aber eher schattigen als sonnigen Lagen. Es besiedelt etwas stickstoffbeeinflusste Waldränder, Gebüsche und siedlungsnahe Ödflächen. Es gedeiht in Mitteleuropa in Pflanzengesellschaften des Verbands Alliarion. In der Schweiz kommt es auch in Gesellschaften des Hainbuchenwalds (Verband Carpinion) und des Flaumeichenwalds (Verband Quercion pubescenti-petraeae) vor. Es steigt im Unterwallis bis in eine Höhenlage von 1200 Meter auf.
Die ökologischen Zeigerwerte nach Landolt et al. 2010 sind in der Schweiz: Feuchtezahl F = 2+ (mäßig feucht), Lichtzahl L = 3 (halbschattig), Reaktionszahl R = 4 (neutral bis basisch), Temperaturzahl T = 4+ (warm-kollin), Nährstoffzahl N = 3 (mäßig nährstoffarm bis mäßig nährstoffreich), Kontinentalitätszahl K = 3 (subozeanisch bis subkontinental).

## Systematik
Die Erstbeschreibung von Viola alba erfolgte 1809 durch Wilibald Swibert Joseph Gottlieb von Besser in Prim. Fl. Galiciae Austriac. 1, S. 171.

### Unterarten und ihre Verbreitung
Das natürliche Vorkommen von Viola alba erstreckt sich von Südwest- über Zentraleuropa bis in die Türkei und den Iran. In Nordafrika kommt Viola alba in Marokko, Algerien und Tunesien vor.
Je nach Autor gibt es in Europa von Viola alba Besser etwa drei Unterarten:
- Viola alba Besser subsp. alba (Syn.: Viola alba subsp. scotophylla (Jordan) Nyman): Sie kommt in Europa und Westasien vor.[4]
- Viola alba subsp. cretica (Boiss. & Heldr.) Marcussen: Sie ist ein Endemit von Kreta.[4]
- Viola alba subsp. dehnhardtii (Ten.) W.Becker: Sie kommt in Südeuropa, Nordafrika und Südwestasien vor.[4]

## Parmaveilchen
Früher wurden Parma-Veilchen als zu Viola odorata oder zu Viola suavis gehörig oder aber als Hybride mehrerer Arten betrachtet, neuere Untersuchungen legen jedoch eine Zugehörigkeit zu Viola alba subsp. dehnhardtii nahe. Das Parma-Veilchen ist nur aus Gartenkultur bekannt. Vom Märzveilchen unterscheidet sie sich durch hellere, langgestrecktere glänzende Blätter und weitaus zahlreichere, dünnere Ausläufer (Stolonen). Die Blütenfarbe ist hell-lilablau oder weiß, dunklere Formen sind selten. Die Blütezeit reicht meist von Januar bis April, vereinzelt auch schon im Spätherbst. Die chasmogamen Blüten (siehe Kleistogamie) sind infertil, allerdings werden – wenn auch nur unter günstigen Kulturbedingungen und auch dann eher selten – hin und wieder kleistogame Blüten gebildet und fertiler Samen produziert.
In wintermilden Gebieten des Mittelmeerraumes können Parma-Veilchen im Freiland gezogen werden, diesseits der Alpen sollten sie wegen der frühen Blüte vorzugsweise unter Glas kultiviert werden.  Mit einer Schutzdecke vertragen die Pflanzen aber auch Temperaturen unter 0 °C.

### Botanische Geschichte
Gefüllte Veilchen sind seit der Antike bekannt, sie werden bereits bei Theophrast erwähnt. Seit Beginn der Neuzeit gibt es zahlreiche Erwähnungen in der Literatur, allerdings muss offenbleiben, ob es sich dabei um Parma-Veilchen oder aber gefüllte Formen von Viola odorata handelte. Die erste gesicherte Darstellung eines Parma-Veilchens findet sich in einem der erhaltenen Karlsruher Tulpenbücher. Im 19. Jahrhundert wurde das Parma-Veilchen insbesondere wegen seines intensiv süßen, „pudrigen“ Duftes hoch geschätzt. Etwa seit 1800 erschienen zahlreiche Kultivare, die zunächst als zu Viola odorata gehörig betrachtet wurden. Deren heute sehr selten gewordene gefüllte Formen sind jedoch von denen der Parma-Veilchen unschwer zu unterscheiden. Erst durch die Untersuchungen von Malécot u. a. hat sich herausgestellt, dass die heute vorhandenen Parma-Veilchen-Kultivare mit hoher Wahrscheinlichkeit alle einen gemeinsamen Ursprung in Viola alba haben.

### Nutzung
Bis zum Ersten Weltkrieg waren Parma-Veilchen als Schnittblumen weitverbreitet. Großkulturen gab es vor allem in Südeuropa, aber auch in Deutschland wurden sie als Treibveilchen unter Glas kultiviert. Für Parfümeriezwecke und für die Konditorei (kandierte Veilchen) wurden Parma-Veilchen ebenfalls verwendet, nach Einführung synthetischer Jonone (Veilchenduftstoffe) ist diese Nutzung praktisch bedeutungslos geworden. Heute wird der kommerzielle Anbau nur noch in geringen Umfang in der Umgebung von Toulouse betrieben. Es gibt in der Gegend noch etwa zehn Produzenten. Sie sind in den beiden Städten Parma und Toulouse von hoher folkloristisch-touristischer Bedeutung.

### Kultivare
- ‘Parme de Toulouse’, hell lilablau, die am weitesten verbreitete Sorte, in-vitro-vermehrte Pflanzen sind in großen Stückzahlen teilweise unter Phantasienamen im Handel zu finden
- ‘Conte di Brazza’ (Syn.: ‘Swanley White’), weiß mit manchmal mit bläulichem Anflug
- ‘Duchesse de Parme’, ähnlich ‘Parme de Toulouse’
- ‘D’Udine’, ähnlich ‘Parme de Toulouse’
- ‘Marie Louise’, dunklerer Farbton mit heller, manchmal auch zusätzlich rötlicher Mitte: nachweislich bereits 1830 in Nürnberg vorhanden[8]
- ‘Pallida Plena’ (Syn.: ‘Neapolitan’), das Neapolitanische Veilchen, gilt als die ursprüngliche Form, blasslila und nicht sehr vital
- ‘Hopley's White’, weiß mit grünlichem Anflug
- ‘Ash Vale Blue’, eine neuere zweifarbige Sorte, hellblau mit weiß